# ごごナマ
『ごごナマ』は、NHK総合にて2017年4月3日から2021年3月18日まで平日午後に生放送されていた大型情報番組。
本稿では、当番組内で放送されたコーナーの1つである「ごごウタ」の後継番組で、当番組終了後の2021年4月4日より放送されている『はやウタ』についても記載する。

## 概要
これまで22年間にわたり放送してきた『スタジオパークからこんにちは』の最終放送枠（13時台・14時台）と15時台の再放送枠を統合して、新しくテレビの大型情報番組として再出発するもので、総合テレビで平日の午後におよそ3時間の生放送の情報番組としては『お元気ですか日本列島』（2003年10月から2005年9月まで）以来となる。
本番組は、「ライブ感を大事にした」平日午後の大型情報番組で、「時事的な話題」を伝えるコーナーを新たに設けたり、ゲストとのトークを行うコーナーを、前番組『スタジオパークからこんにちは』から引き継ぐ。一方、時事的な話題が中心となるとの報道もされており、この後16:00 - 16:50に放送される新番組『4時も!シブ5時』と、16:50 - 18:10に放送される『ニュース シブ5時』を含めたコンプレックス編成『シブ5時』シリーズ、さらに18:10 - 19:00の『首都圏ネットワーク』などの地域情報番組と、19:00 - 19:30（土・日・祝日も含む）の『NHKニュース7』を含め、延べ6時間30分、突発的な事件・事故に対応できる生放送ゾーンを形成する。
これについて、NHKの木田幸紀放送総局長は2017年1月18日の定例会見の中で「平日の午後をもっとライブ感あふれるゾーンにしたい。3時間の生放送番組を新設したい」とした上で「スタジオパークも非常に好評だったが、その良さは何とか『ごごナマ』でも継続したい。最近はいろいろな出来事が起きますし、その部分にも対応したい。状況の変化にも対応したい」とこの番組を平日午後の時間帯に編成する意図について明らかにした。
ただし、同時間帯に放送中の『ゴゴスマ -GO GO!Smile!-』（CBCテレビ制作・TBSほか一部の同系列局もネット受け）とタイトルが似ているのではないかという記者からの指摘については「（ラテ欄の都合上、）日本語の数もあり、（文字数が多いタイトルを付けるには）限界がある」と説明した。
番組のタイトルロゴ（題字）は、タレント・俳優のなぎら健壱が直筆で手がけた。また、番組のテーマ曲にはなぎらの楽曲である『フォークシンガー』の新録バージョンが使用されている。
金曜日は月 - 木曜日とは番組構成が異なる。第1・2部は原則大阪放送局制作で、月 - 木曜日とは違う人物を番組ホストに迎える。内容は主に、『助けて!きわめびと』の生放送版や関西のおばちゃんとともに視聴者の悩みを相談していくコーナー、グルメ情報などといった月〜木曜とは異なる内容で放送。大阪放送局から全国放送されるレギュラー情報番組は、2015年3月に『ゆうどき 関西発』が終了して以来、約2年ぶりとなる。2019年3月まで第3部（15:08 - 16:00）は小堺一機が番組ホストを務める、音楽エンターテイメント『ごごウタ』を原則として東京のオープンスタジオ「みんなの広場ふれあいホール」から公開生放送。毎回、数組の歌手を迎えて歌謡曲や演歌などの最新曲を小堺とのトークを交えながら送る。2019年4月以降、15時台廃止に伴い、『ごごウタ』が第2部に変更。
なお、本放送の開始前には、本放送と同じ形式で事前番組・パイロット版の生放送を以下のように実施した。
- 2017年3月2日（木曜日）13:05 - 14:00、14:05 - 14:55、15:10 - 16:00[注 4]
- 2017年3月3日（金曜日）13:05 - 14:00、14:05 - 14:50[注 5]
- 2017年3月17日（金曜日）14:05 - 14:55[注 6]

月 - 木曜版では、スタジオ内で猫を「編集長」として出演させている。
月 - 木曜版でMCを務める船越英一郎は2017年4月17日放送分で「NHKは『ごごナマ』を最低5年は続ける意向」との旨の発言を行った。
2018年4月2日から2020年9月25日まで番組全体の開始時間を13:00に変更。なお、2018年3月まで13:00 - 13:05に放送されていた『NHKニュース』については、13:01 - 13:06に1分繰り下げて放送する。『連続テレビ小説』再放送から直結となっていたため、この時期では冒頭で朝ドラ再放送を観たMC陣やゲストが感想を述べること（「朝ドラ受け」「昼ドラ受け」）があった。
2019年4月から15時台を廃枠。金曜日の第1部については、13時台の『NHKニュース』を再び分離したうえで、同年6月28日まで13:05 - 14:00に放送していた。同年7月5日以降は、放送枠を他曜日と同じ13:00 - 14:00へ戻すとともに、『NHKニュース』を13:01 - 13:06に内包している。
2020年4月より、新型コロナウイルス（COVID-19）の影響に伴い、当番組の枠内の一部（14時台の第2部に相当する時間）を差し替える形で『列島ニュース』を放送した。2020年9月28日から、その『列島ニュース』が13:05 - 13:40に定時化されることに伴い、番組全体の開始時間を13:40に変更した。この影響で『ごごウタ』については放送が不安定になり、深夜などへの放送時間変更（収録放送）が相次いだり、公開生放送を廃止するなどの影響が発生している。2020年10月以降の金曜版については、「おいしい金曜日」ブロックのスタジオセットがこれまで平日夕方の近畿地方向けローカル報道番組『ニュースほっと関西』などと共用していたものが、金曜夜の近畿地方向けローカル報道番組『かんさい熱視線』と共用する形に変わったほか、ブロック終盤に放送されていた「週末の天気」コーナーが廃止された。また、『ごごウタ』は概ね月に1回の放送となっているが、やはり新型コロナウイルスや国会中継の影響により、深夜への放送時間変更（収録放送）が相次いでいる。
最盛期は13:00から16:00までの3時間にもわたる長時間番組だったものが、最終的には13:40から14:55までの75分間の番組になった。

### 番組の終焉
2021年度より、大阪放送局のバックアップ機能強化を兼ね、大阪局制作による全国向け生放送番組を拡充（前述の『列島ニュース』の放送時間拡大、金曜14時台に『京コトはじめ』を開始）することや、月 - 木曜日の14時台に「総合・BS4K同時放送ゾーン」（『新日本紀行』の4Kリマスター版、『あてなよる』など、BS4K番組を放送）を新設するのに伴い、2021年3月18日の放送を最後に終了となった。最終回のゲストは作詞家の秋元康であった。船越が代弁した「最低5年は続ける」との意向に反して1年短い4年で幕を下ろすこととなってしまったほか、前番組『スタジオパークからこんにちは』の放送期間（22年）や前述の『お元気ですか日本列島』の放送期間（9年半）を大幅に下回る結果となった。各パートの最終放送日は以下の通り。
- 金曜版『おいしい金曜日』ブロック（大阪発）：2021年3月5日[注 13]
事実上の後継番組として、2021年4月からは『きょうの料理』が金曜昼に大阪からの生放送（録画放送の場合もある）で放送されることになった。この番組には、『おいしい金曜日』MCの岩槻里子が引き続き出演（畠山衣美との隔週出演）している他、当番組にも出演した関西所縁の料理人が引き続き出演している。
- 金曜版『ごごウタ』ブロック（東京発）：2021年3月12日
『ごごウタ』のみ、2021年4月以降も『はやウタ』に改題の上独立番組として継続し、不定期で日曜4:30 - 5:00に放送されることとなった（詳細は後述）。
- 月 - 木曜版（「おしゃべり日和」など）（東京発）：2021年3月18日
月曜（「どうする!? スター☆シェフ」を含む）については、2021年3月8日・15日がいずれも国会中継（第204回国会・参議院予算委員会質疑）に伴い番組が中止されたため、本来の予定より2週間早い同年3月1日放送が最後の放送となった。

またこれ以後、一部ミッドナイトチャンネル枠で放送されていたプライムタイム枠を中心とした定時番組の再放送が、当枠の跡地の主に15時台・16時台に編成されるようになったため、ミッドナイトチャンネル枠では、早い日で1時台から4時まで（大相撲期間中は3:35〈土曜日深夜のみ日曜3:55〉まで）、フィラー番組の映像散歩を充当する日が増えている。

### 視聴率
初回の第1部（13:05 - 14:00）の視聴率は3.0%を記録（ビデオリサーチ調べ、関東地区・世帯・リアルタイム。以下略）。なお、開始から2週間の視聴率推移だが、第1部が初回3.0%でそれ以降は2.0 - 2.8%で推移し、第2部（14:05 - 14:55、初回は開始時刻を繰り下げ・短縮）が0.9 - 2.7%で推移し、第3部（15:08 - 16:00、初回は開始時刻を繰り下げ・短縮）が0.9 - 2.4%で推移していた。
船越が当時妻の松居一代との離婚騒動（後に正式離婚）が持ち上がった2017年7月中旬頃より一時的に視聴率が上昇傾向にあったが、直に再び低下したという。

## 出演者
| 担当             | 月曜日から木曜日             | 金曜日                                                                               |
| ---------------- | ---------------------------- | ------------------------------------------------------------------------------------ |
| 番組ホスト（MC） | 船越英一郎、美保純、小松宏司 | 1部,2部（おいしい金曜日）： 西川きよし、三戸なつめ、浜本広晃（テンダラー）、岩槻里子 |
| 番組ホスト（MC） | 船越英一郎、美保純、小松宏司 | 3部（ごごウタ）：小堺一機、塚原愛                                                    |
| プレゼンター     | 安部みちこ                   | 不在                                                                                 |
| 生中継リポーター | 内藤雄介                     | 白川悟実（テンダラー）・土肥ポン太・森脇健児など                                     |

火～木のレギュラー
火曜日
- 平野レミ
- 三遊亭円楽

水曜日
- ピカ子
- 友利新

木曜日
- なぎら健壱
- 湯山玲子

過去
2019年3月まで大阪放送局で制作していた金曜14時台の第2部については、便宜上「旧第2部」と記載。
- 一柳亜矢子（金曜・旧第2部MC、2017年4月7日[22] - 2017年8月4日）
- 池田伸子（月 - 木曜第2部プレゼンター、2017年4月 - 2018年3月）
- 島津有理子（月 - 木曜第2部プレゼンター、2017年4月 - 2018年8月）
- 松田利仁亜（生中継リポーター、2017年4月 - 2019年3月）
- 藤井隆（金曜第1部MC・旧第2部レギュラー、2017年4月7日[21] - 2019年3月）[25]
- 小野塚康之（金曜第1部MC、出演時点ではNHK大阪放送局アナウンサー、2017年4月7日[22] - 2019年3月）
- 濱田マリ（金曜第1部・旧第2部レギュラー、2017年4月7日[21] - 2019年3月）
- 北郷三穂子（金曜旧第2部MC、2017年8月25日 - 2019年3月）
- 大石静（火曜第2部・第3部レギュラー、2017年4月 - 2019年8月）
- 迫田孝也（木曜第3部レギュラー、2017年4月 - 2019年8月）
- 阿部渉[20]（月 - 木曜MC、2017年4月3日 ｰ 2020年3月18日）
- 稲塚貴一（生中継リポーター、2017年4月 - 2020年3月18日）
- 近田雄一（金曜第1部MC、2019年4月5日[24][26] - 2020年3月）
- 松村正代（月 - 木曜第2部プレゼンター、2019年4月16日 - 2020年3月18日）
- 坂下恵理（金曜気象予報士、2017年4月 - 2020年9月）[注 19]

### 出演者の変遷
| 期間    | 期間    | 月 - 木           | 月 - 木  | 金曜日            | 金曜日            | 金曜日         | 金曜日         | 金曜日              | 金曜日          | 金曜日 |
| 期間    | 期間    | MC                | MC       | 助けて!きわめびと | 助けて!きわめびと | おいしい金曜日 | おいしい金曜日 | おいしい金曜日      | ごごウタ        |        |
| 期間    | 期間    | MC                | MC       | MC                | MC                | MC             | MC             | レギュラー          | ごごウタ        |        |
| ------- | ------- | ----------------- | -------- | ----------------- | ----------------- | -------------- | -------------- | ------------------- | --------------- | ------ |
| 2017.04 | 2017.08 | 船越英一郎 美保純 | 阿部渉   | 藤井隆 濱田マリ   | 小野塚康之        | 西川きよし     | 一柳亜矢子     | 藤井隆 濱田マリ     | 小堺一機 塚原愛 |        |
| 2017.08 | 2019.03 | 船越英一郎 美保純 | 阿部渉   | 藤井隆 濱田マリ   | 小野塚康之        | 西川きよし     | 北郷三穂子     | 藤井隆 濱田マリ     | 小堺一機 塚原愛 |        |
| 2019.04 | 2020.03 | 船越英一郎 美保純 | 阿部渉   | （廃枠）          | （廃枠）          | 西川きよし     | 近田雄一       | 三戸なつめ 浜本広晃 | 小堺一機 塚原愛 |        |
| 2020.04 | 2021.03 | 船越英一郎 美保純 | 小松宏司 | （廃枠）          | （廃枠）          | 西川きよし     | 岩槻里子       | 三戸なつめ 浜本広晃 | 小堺一機 塚原愛 |        |

## 放送時間
| 期間       | 期間       | 放送時間                | 放送時間                | 時間帯別               | 時間帯別               | 時間帯別               | 時間帯別                 | 時間帯別               | 時間帯別               |
| 期間       | 期間       | 月 - 木                 | 金曜日                  | 第1部                  | 第1部                  | 第2部                  | 第2部                    | 第3部                  | 第3部                  |
| 期間       | 期間       | 月 - 木                 | 金曜日                  | 月- 木                 | 金曜日                 | 月- 木                 | 金曜日                   | 月- 木                 | 金曜日                 |
| ---------- | ---------- | ----------------------- | ----------------------- | ---------------------- | ---------------------- | ---------------------- | ------------------------ | ---------------------- | ---------------------- |
| 2017.04.03 | 2018.03.22 | 13:05 - 16:00 （175分） | 13:05 - 16:00 （175分） | 13:05 - 14:00 （55分） | 13:05 - 14:00 （55分） | 14:05 - 14:55 （50分） | 14:05 - 14:55 （50分）   | 15:08 - 16:00 （52分） | 15:08 - 16:00 （52分） |
| 2018.04.02 | 2019.03.22 | 13:00 - 16:00 （180分） | 13:00 - 16:00 （180分） | 13:00 - 14:00 （60分） | 13:00 - 14:00 （60分） | 14:05 - 14:55 （50分） | 14:05 - 14:55 （50分）   | 15:08 - 16:00 （52分） | 15:08 - 16:00 （52分） |
| 2019.04.05 | 2019.06.28 | 13:00 - 14:55 （115分） | 13:05 - 14:55 （110分） | 13:00 - 14:00 （60分） | 13:05 - 14:00 （55分） | 14:05 - 14:55 （50分） | 14:05 - 14:55 （50分）   | （廃枠）               | （一時廃枠）           |
| 2019.07.01 | 2020.04.17 | 13:00 - 14:55 （115分） | 13:00 - 14:55 （115分） | 13:00 - 14:00 （60分） | 13:00 - 14:00 (60分)   | 14:05 - 14:55 （50分） | 14:05 - 14:55 （50分）   | （廃枠）               | （一時廃枠）           |
| 2020.04.20 | 2020.05.29 | -                       | -                       | 13:20 - 13:55 （35分） | 13:20 - 13:55 （35分） | （休止）               | （休止） or （後述参照） | （廃枠）               | （一時廃枠）           |
| 2020.06.01 | 2020.06.12 | -                       | -                       | 13:05 - 13:55 （50分） | 13:05 - 13:55 （50分） | （休止）               | （休止） or （後述参照） | （廃枠）               | （一時廃枠）           |
| 2020.06.16 | 2020.07.03 | -                       | -                       | 13:00 - 14:00 （60分） | 13:00 - 14:00 （60分） | （休止）               | （休止） or （後述参照） | （廃枠）               | （一時廃枠）           |
| 2020.07.06 | 2020.09.25 | -                       | -                       | 13:00 - 13:55 （55分） | 13:00 - 13:55 （55分） | 14:40 - 15:00 （20分） | （休止） or （後述参照） | （廃枠）               | （一時廃枠）           |
| 2020.09.28 | 2021.03.18 | 13:40 - 14:55 （75分）  | 13:40 - 15:00 （80分）  | 13:40 - 14:00 （20分） | 13:40 - 14:00 （20分） | 14:05 - 14:55 （50分)  | 14:05 - 14:30 （25分）   | （廃枠）               | 14:30 - 15:00 （30分） |

- 2020年9月28日から最終回までは、月 - 木曜日の本編を 13:40 - 14:00・14:05 - 14:55、金曜日の本編を 13:40 - 14:00・14:05 - 14:30・14:30 - 15:00に放送。
  - 2020年9月28日から、『列島ニュース』が13:05 - 13:40の枠で正式に定時番組化されるため、同日以降第1部が40分繰り下げ・短縮（13:40 - 14:00）となる[11][注 20][27]。その一方、月 - 木曜日の第2部と『テレビ体操』は2020年3月以前の放送時間に戻るものの、金曜日の第2部は同時期以前より25分短縮（14:05 - 14:30）となったほか、金曜日に限り第3部が14:30 - 15:00の枠で1年半ぶりに復活した[11]。番組構成も変更され、月 - 木曜については、第1部全編と第2部前半の「パート1」（概ね13:40 - 14:22頃、途中14:00 - 14:05は『ニュース・気象情報』のため一時中断）に「おしゃべり日和」を、第2部後半の「パート2」（14:22頃 - 14:55）に生活情報コーナーをそれぞれ放送。金曜は第1・2部（13:40 - 14:30、途中14:00 - 14:05は『ニュース・気象情報』のため一時中断）が「おいしい金曜日」、第3部（14:30 - 15:00）が概ね月1回程度「ごごウタ」という構成となった[注 21]。
  - 2021年2月11日は祝日（建国記念の日）ながら、13:05 - 14:00に「ごごナマ ”青天を衝け“スペシャル」として放送された。
  - 2021年3月11日は当日で東日本大震災の発生から10年となることから、「東日本大震災から10年」の副題付きで85分拡大（13:40 - 16:20）して放送された（途中、14:00 - 14:05・15:40 - 15:50[注 22]は『NHKニュース』のため一時中断）。
- 2020年9月25日までは、月 - 木曜日の本編を 13:00 - 13:01（2018年4月から）・13:06 - 14:00（2018年3月まで13:05 - 14:00）・14:05 - 14:55、金曜日の本編を13:05 - 14:00（2019年4月から、2019年3月までは月 - 木曜日に準拠）・14:05 - 14:55（「平日」のみ放送のため、月 - 金曜日が祝日と重なる場合には全面休止）。
  - 月 - 木曜日の13:01 - 13:06および、月 - 金曜日の14:00 - 14:05は『NHKニュース』を放送するため一時中断。全曜日第3部（16:00）まで放送していた2019年3月までは、14:55 - 15:00に『テレビ体操』、15:00 - 15:08に『NHKニュース』[注 23]を挿入した関係で、第3部の本編を15:08 - 16:00に設定していた。
  - 第2部については、14時枠の『NHKニュース』が延長される場合、開始を繰り下げる事例もある[28][29]。2019年3月までは、15時枠の『NHKニュース』が延長された場合に、第3部でも同様の措置を講じていた。
  - 2019年3月までの大相撲本場所期間中には、15時枠の『NHKニュース』をはさんで15:08から本場所の中継に切り替わるため、第2部で放送を終了。月～木曜日の国会中継放送日で、16:00以降も続く場合には、第3部の全編を休止していた。放送時間内に終了する場合は「おしゃべり日和」の時間をずらして放送[30]。
  - 高校野球全国大会の開催時は全編放送休止[注 24]。夏の地方大会に於いての各都道府県代表決定戦が集中する7月下旬は生放送を休止して、13時台に「おしゃべり日和」（または「助けて!!きわめびと」)のアンコールを送る（14・15時台は別番組で、時刻表示はこの間消去）。また2017年8月4日の回は夏季特別編成の都合上、「ごごウタ」のみ休止し、番組第1回・同4月3日の13時台「ゲストコーナー・おしゃべり日和」に出演した連続テレビ小説『ひよっこ』の有村架純・沢村一樹のインタビューを再放送した。
  - オリンピック・パラリンピック期間中も休止。
  - 衆議院議員総選挙および参議院議員通常選挙の公示期間中は、公職選挙法の規定により政見放送がこの時間にも充てられることから、同様に生放送を休止して選挙区ないし立候補者の少ない県の放送局向けにアンコールを裏送りで放送する。
  - 2017年7月4日は、大雨に関するニュースを13:30まで編成したため、13:30開始[31]。
  - 2017年11月6日は、アメリカ合衆国大統領ドナルド・トランプの来日に伴う特設ニュースのため、15:57-16:00の3分間の放送となった。出演はMC陣と島津有理子の4人で、島津が当日夜に放送されるNHK番組の見どころを紹介して番組は終了した。
  - 13:00開始時代では、国会中継を除き、高校野球中継や祝日を含む特別編成で本番組が休止となる場合、通常13:01 - 13:06に本番組第1部の一時中断扱いで放送の『NHKニュース』は、土・日曜日・祝日・年末年始同様、13:00 - 13:05に単独番組扱いで放送される。また、2018年4月以降も本番組が13:05開始となる場合がある（主に金曜日）[32][33]。その他、重大ニュース発生時、13時枠の『NHKニュース』が13:00開始に変更され、第1部の開始が13:05以降に繰り下がる場合がある[34][35]。
  - 2018年6月19日は、前日大阪府北部地震関連のニュースのため連続テレビ小説『半分、青い。』の再放送が休止されたため、当日分と合わせて12:45-13:15に同作2本立て再放送が編成され、本番組は13:15開始となった。なお、13時枠の『NHKニュース』は13:16から放送された[36]。
  - 2019年1月4日（同年初放送）は、金曜日ながら船越邸からの放送で、大河ドラマ『いだてん〜東京オリムピック噺〜』の出演者を招いた3時間スペシャル版を放送[37]（途中安倍晋三内閣総理大臣〈当時〉の年頭記者会見に関する『NHKニュース』などによる中断あり）。
  - 2019年5月1日は、天皇即位に伴う祝日ながら、13:10 - 15:00に「ごごナマ新時代スペシャル」として放送[38]。
  - 2019年8月25日は、日曜日ながら13:50 - 17:55に「パラリンピック1年前スペシャル」として放送（途中15:00 - 15:05は『NHKニュース』のため中断）。
  - 2020年3月11日は、当日で東日本大震災の発生から9年となったことから、「特集 東日本大震災から9年」の副題付きで13:05 - 15:30に時間繰り下げ・拡大して放送[注 25][注 26]（途中14:00 - 14:05・15:00 - 15:08は『NHKニュース』のため中断）。
  - 2020年4月20日以降、新型コロナウイルスの感染拡大に伴う特別編成で、同年7月3日までは14:05 - 14:55に『列島ニュース新型コロナ最新情報』→『列島ニュース』を編成していたため、第1部のみの放送[39]。また、同年6月12日までは平日13時台の『NHKニュース』が13:00から単独番組扱いで放送されていた[注 27]ため、放送時間も短縮されていた。なお、同年7月6日以降は『列島ニュース』が14:40までの放送になった[注 28]ため、第2部を月 - 木曜日のみ14:40 - 15:00に時間変更・短縮して再開したが[注 29]、この影響で本来なら本番組の後続の時間帯に放送されている『テレビ体操』が1時間繰り上げ（13:55 - 14:00）となっているため、第1部の終了時刻が13:55に繰り上げられている。ただ、8月13日・18日 - 20日は通常の平日編成日ながらも『列島ニュース』が休止のため、臨時に月 - 木曜日版を2019年度の通常編成時と同じ放送時間・枠区切りで放送していた[注 30]（『テレビ体操』も本来の通常編成時と同様14:55 - 15:00に放送）。

### 通常放送とは別枠での放送
前述のとおり、特に2020年4月以降は新型コロナウイルスの影響により、『ごごウタ』の深夜への移動（録画放送）が相次いでいる。
- 国会中継に伴うもの
  - 2017年6月24日（土）3:15 - 4:07（23日深夜）…23日の第3部で別内容を放送する関係で、この臨時枠にて『ごごウタ』を録画放送にて放送。これは当初では同月16日に生放送で放送する予定であったが、第193回国会・参議院予算委員会集中審議（森友学園問題・加計学園問題に関連したもの）[40]が実施されたため、生放送をする予定であった同日15:08 - 16:00に収録されたものを録画放送として放送した。
  - 2018年2月10日（土）3:15 - 4:07（9日深夜）、2018年3月10日（土）3:15 - 4:07（9日深夜）…当初は、通常通り2月2日15:08 - 16:00と3月2日15:08 - 16:00に生放送をする予定であったが、第196回国会・衆議院予算委員会・平成30年度予算基本的質疑を放送したため、当初生放送をする日に収録されたものをそれぞれ録画放送として放送した。
  - 2019年2月16日（土）3:15 - 4:08（15日深夜）…当初は、同月8日に生放送で放送する予定であったが、第198回国会・衆議院予算委員会・平成31年度予算基本的質疑[41]を放送したため、生放送をする予定であった8日に収録した。なお、15日の第3部では、通常通り『ごごウタ』を生放送する関係で、この臨時枠にて『ごごウタ』を録画放送にて放送した。
  - 2020年11月14日（土）2:30 - 3:00（13日深夜）…当初は、同月6日の14:30 - 15:00に『ごごウタ』を生放送する予定であったが、第203回国会・参議院予算委員会質疑の生中継のため休止となった『ごごウタ』を、放送予定であった6日に収録したものを録画放送にて放送。同様に、6日に生放送予定であった「おいしい金曜日」についても、この日は中村七之助をゲストに迎えた特別版であったため、同様に6日に七之助とのトークおよび岡山放送局からの中継を収録し、翌週13日（金）の13:40 - 14:27[注 31]に録画放送した。
  - 2021年
    - 2月6日（土）3:35 - 4:05（5日深夜）…同年1月29日に生放送予定だったものの、第204回国会・衆議院本会議・新型インフルエンザ等対策特別措置法改正案及び感染症法改正案審議[42]に伴い、『NHKニュース』の拡大扱いで13:00 - 15:12まで放送[43]したために休止となった『ごごウタ』を録画放送。
    - 2月20日（土）3:35 - 4:05（19日深夜）…当初は、同月5日の14:30 - 15:00に『ごごウタ』を生放送する予定であったが、第204回国会・衆議院予算委員会・令和3年度予算基本的質疑のため、生放送をする予定であった5日に『ごごウタ』を収録して、録画放送した。
- 国政選挙に伴うもの
  - 2019年7月20日（土）2:55 - 3:45（19日深夜）[注 32]…12日に生放送された『ごごウタ』を、第25回参議院議員通常選挙に伴う政見放送のため休止した関東地方[注 33]では本放送として、そのほかの地域では再放送として放送した。なお九州・沖縄ブロックでは台風5号の情報を伝えるためネット返上となった。
- 報道特別体制（『NHKニュース』、『列島ニュース』放送）に伴うもの
  - 2018年9月15日（土）2:55 - 3:47（14日深夜）…同月7日に生放送予定だったものの、北海道胆振東部地震関連ニュースのため休止となった『ごごウタ』を録画放送した。
  - 2020年6月20日（土）3:15 - 4:05（19日深夜）、同年7月16日（木）0:55 - 1:45（15日深夜）[注 34]、同月17日（金）1:50 - 2:40（16日深夜）、同月23日（木）0:50 - 1:40（22日深夜）、同年9月18日（金）1:50 - 2:40（17日深夜）、同年10月2日（金）1:50 - 2:40（1日深夜）[注 35]…新型コロナウイルスの感染拡大に伴う報道特別体制により、2020年4月20日から9月25日まで14時台に『列島ニュース新型コロナ最新情報』→『列島ニュース』を放送していたため、該当時間帯での『ごごウタ』の放送が不可能となっていたための振替措置[39][44]。

## スタッフ

### 東京制作
- NHKエンタープライズ
- アルファ・グリッド
- アマゾンラテルナ

### 大阪制作

#### 第1部
- 不明

#### 第2部
- NHKプラネット近畿

## はやウタ

### 概要（はやウタ）
前述のとおり、『ごごナマ』終了に伴って「ごごウタ」も終了となったため、その後継番組として2021年4月4日に放送開始した。男性司会者は、小堺から井上芳雄に交替した。
「ごごウタ」は、2020年4月以降に深夜・早朝枠への振替、および収録放送が相次ぐ状況となったが、正式にこの形式を踏襲することになった。番組の進行も概ね「ごごウタ」の2020年4月以降のものを踏襲しており、前半15分と後半15分にそれぞれ3組ずつ、合計6組が出演。1組ずつ1分程度井上・女性アナウンサーとのトークを行った後、新曲等を1組ずつ披露する。
引き続き、演歌・歌謡曲を中心とした構成となっているが、司会にミュージカル俳優である井上が担当することになったため、ミュージカル楽曲も扱うようになった。

### 放送時間
総合テレビにて、日曜 4:30 - 5:00に不定期放送となった（概ね、隔週での放送）。なお、この時間帯は『イッピン』（再放送）を編成していたが『はやウタ』放送日は休止となっていた。2022年4月11日からは月曜 4:15 - 4:45（新聞ラ・テ欄では日曜深夜扱い）に不定期放送に変更された。
2021年9月26日（12:15 - 13:00）には、『NHKのど自慢』が群馬県桐生市からの生中継を予定していたが中止となったため、代替番組として当番組の総集編が放送された。

### 出演者

#### 現在
- 井上芳雄（2021年4月4日 - ）
- 宮﨑あずさ（NHKアナウンサー、2024年3月11日[注 36][45] - ）

#### 過去
- 保里小百合（NHKアナウンサー、2021年4月4日 - 2022年3月27日）
- 浅野里香（NHKアナウンサー、2022年4月11日 - 2024年2月19日）